# 黃璋 (乾隆進士)
黃璋（?—?），字達父，號鰲山，贵州鎮寧人，清朝政治人物、同進士出身。

## 生平
乾隆元年（1736年）丙辰科進士，三甲一百三十三名，后事不詳。